# Pyrausta ochrifascialis
Pyrausta ochrifascialis là một loài bướm đêm trong họ Crambidae.